# Déu meu, però què t'hem fet?
Déu meu, però què t'hem fet? (en francès Qu'est-ce qu'on a fait au Bon Dieu?) és una pel·lícula francesa (del gènere comèdia) dirigida per Philippe de Chauveron, rodada el 2013 i estrenada el 16 d'abril de 2014. Ha estat doblada i subtitulada al català.

## Argument
Claude Verneuil, un notari gaullista, i la seva dona, Marie, són burgesos catòlics residents a Chinon (França) i pares de quatre filles: Isabelle, Odile, Ségolene i Laure. Les tres primeres filles es casen amb descendents d'immigrants a França i de diferents orígens ètnics i religions: Isabelle, advocada, està casada amb Rachid Ben Assem, musulmà i també advocat; Odile, dentista, està casada amb David Bénichou, empresari actualment aturat i jueu sefardita, i Ségolene, que és artista plàstica, està casada amb Chao Ling, un banquer xinès.
La parella Verneuil, en les reunions familiars, fa somriures forçats als seus gendres, lluitant per ocultar el seu racisme, especialment el marit, Claude. Aquestes cites es veuen entelades per comentaris amb tòpics i acudits sobre estrangers que sol fer Claude, de manera que Rachid, David i Chao no escatimen en respostes àcides, que es converteixen en baralles iròniques i insults entre ells.
Els Verneuil, desesperats, posen tota la seva confiança en la més jove, Laure, també advocada, perquè finalment porti a casa a un home catòlic. Fins i tot organitzen una reunió amb un noi blanc, ric, d'una família burgesa de la regió i que treballa en el sector de les finances als Estats Units. Però el que ells no saben és que Laure ja té xicot i amb intenció de casar-se. Quan anuncia als seus pares que el seu nuvi és un catòlic (anomenat Charles, com l'expresident de Gaulle) i que és encantador, aquests fins i tot 'disculpen' que de professió sigui actor. Però, en la primera reunió, descobreixen atordits que Charles Koffi és negre i provinent de Costa d'Ivori. Poc després, els pares de les famílies Verneuil i Koffi tenen una trobada per videoconferència, on resulta que el pare de Charles, André, és un exmilitar de l'exèrcit colonial francès rígid, intolerant i ressentit amb la colonització blanca a l'Àfrica. Aquí comença l'últim problema dels Verneuil...

## Repartiment
- Christian Clavier: Claude Verneuil
- Chantal Lauby: Marie Verneuil
- Émilie Caen: Ségolène Ling-Verneuil
- Frédéric Chau: Chao Ling
- Frédérique Bel: Isabelle Ben Assem-Verneuil
- Medi Sadoun: Rachid Ben Assem
- Julia Piaton: Odile Bénichou-Verneuil
- Ary Abittan: David Bénichou
- Élodie Fontan: Laure Koffi-Verneuil
- Noom Diawara: Charles Koffi
- Élie Semoun: el psicòleg
- Pascal Nzonzi: André Koffi, pare de Charles